# 法尔扎德·巴赫尔
法尔扎德·巴赫尔·阿拉斯巴兰（波斯語：فرزاد باهر ارسباران，1993年11月24日—），伊朗男子击剑运动员，2014年亚洲运动会男子佩剑团体银牌得主、2018年亚洲运动会男子佩剑团体银牌得主、2022年亚洲运动会男子佩剑团体铜牌得主。